# Waksmundzkie Oka
Waksmundzkie Oka – dwa niewielkie, okresowe jeziorka na Pośredniej Waksmundzkiej Równicy w Dolinie Waksmundzkiej w Tatrach Wysokich. Są to Niżnie Waksmundzkie Oko, położone na wysokości około 1750 m n.p.m., oraz Wyżnie Waksmundzkie Oko (około 1790 m). Przy wyższym stanie wody przez oba stawki przepływa Waksmundzki Potok. Nie są pomierzone. Leżą w obszarze ochrony ścisłej i nie są udostępnione turystycznie.